# Língua lombarda
O lombardo (nome nativo lombard, lumbard, lumbaart) pertence à família linguística galo-itálica (também chamada galo-romance-cisalpina), família que constitui um sistema linguístico distinto, seja em relação ao italiano, seja em relação ao reto-romance.
O primeiro escrito em língua lombarda que chegou até nosso tempo é il Sermon divin de 1264, escrito talvez mais de 30 anos antes da Divina Comédia; o autor é Pietro da Bascapá, lombardo nascido na primeira metade de 1200.
A língua lombarda é falada principalmente na Lombardia, no cantão Tessino, nos Grisões e em algumas partes orientais do Piemonte.
As duas variantes principais do lombardo são o oriental e o ocidental, os quais apresentam diferenças (principalmente fonológicas) tão marcantes, a ponto que poderiam ser consideradas duas línguas separadas. Diferenças relevantes se encontram também no interior do ramo oriental, enquanto o ramo ocidental apresenta um número de variações mínimas (principalmente com respeito ao grupo vocálico /o/, /ɔ/ e a passagem de /ts/ a /s/).
O Estado Italiano não reconhece os falantes da língua lombarda como minoria linguística. É também por este motivo que o lombardo é frequentemente considerado um dialeto do italiano (às vezes também pelos próprios falantes), embora faça parte de um outro sub-grupo das línguas românicas.

## Carta europeia das línguas regionais e minoritárias

Língua lombarda na Europa

O lombardo é registrado no censo da UNESCO como língua em perigo de extinção, mas não é reconhecida como língua regional ou minoritária pelo Conselho Europeu. Necessário ser dito, a propósito, que existem algumas dificuldades objetivas na atribuição do status de "língua" em vez de "dialeto", dado que tais distinções não encontram fundamento ontológico na linguística moderna.
A "Carta europeia das línguas regionais e minoritárias" foi aprovada em 25 de junho de 1992 e entrou em vigor em 1 de março de 1998. A Itália tem em sua constituição no Art. 6 a proteção às minorias linguísticas, mas não especifica quais são.